# Neuville-lès-Vaucouleurs
Neuville-lès-Vaucouleurs is een gemeente in het Franse departement Meuse (regio Grand Est) en telt 145 inwoners (1999). De plaats maakt deel uit van het arrondissement Commercy.

## Geografie
De oppervlakte van Neuville-lès-Vaucouleurs bedraagt 8,5 km², de bevolkingsdichtheid is 17,1 inwoners per km².
De onderstaande kaart toont de ligging van Neuville-lès-Vaucouleurs met de belangrijkste infrastructuur en aangrenzende gemeenten.

## Demografie
Onderstaande figuur toont het verloop van het inwonertal (bron: INSEE-tellingen).